# Thomisus rishus
Thomisus rishus là một loài nhện trong họ Thomisidae.
Loài này thuộc chi Thomisus. Thomisus rishus được Benoy Krishna Tikader miêu tả năm 1970.